# Maria Rygier
Maria Rygier, née le 5 février 1885 à Cracovie et morte le 10 février 1953 à Rome est une femme politique italienne.
Son père, Théodore Rygier, fut un sculpteur polonais, notamment auteur d'un monument en l'honneur d'Adam Mickiewicz inauguré le 26 juin 1898. Selon Cekalska-Zborowska, Maria Rygier est née d'une relation adultérine entre son père Théodore et une modèle durant un de ses séjours en Galicie, avant d'être reconnue officiellement par ce dernier et par sa femme, Rozycka Sabina.

## Biographie
Maria Rygier est une proche, pendant de nombreuses années, d'Arturo Labriola et de l'avant-garde socialiste. Rédactrice en 1907 du journal Lotta di classe d'inspiration socialiste révolutionnaire, elle fonde avec Filippo Corridoni le feuillet anti-militariste Rompete le file!.
En 1909, elle se rapproche de l'anarchisme italien. Elle collabore activement à la revue La Demolizione du syndicaliste Ottavio Dinale au cours des années 1907 à 1911.
Interventionniste en 1914, elle participe à la rédaction de Il Popolo d'Italia, le quotidien socialiste créé par Benito Mussolini destiné à soutenir la campagne pour l'intervention de l'Italie dans le conflit.
Après une brève parenthèse nationaliste, elle se réfugie en France en 1926 en opposition ouverte avec le régime fasciste.
Elle rentre en Italie après la fin de la guerre et elle écrit un livre polémiste sur les antifascistes exilés (Rivelazioni sul fuoruscitismo italiano in Francia, Rome, 1946). Dans un dernier coup de théâtre, elle s'engage en faveur de la monarchie. Elle meurt à Rome en 1953.

## Publications
- Il giubileo di Sienkiewicz, in "Nuova antologia di scienze, lettere ed arti", Serie 4, XCI (1901), pp.688-700.
- Maria Konopnicka: nel suo giubileo, in "Nuova antologia", (1902)
- Lo czar promette le 'riforme', in "Avanguardia socialista", 24 décembre 1904.
- Pro Russia Libera, in "L'Unione", 6 février 1905.
- Quattro chiacchiere sulla politica: la bestia nera delle donne, in "La donna socialista", 29 juillet 1905.
- Donne, pensate ai vostri figli!..., in "La donna socialista", 19 aout 1905.
- Il pianto del coccodrillo, in "La donna socialista", 16 septembre 1905.
- L'inferno in terra, in "La donna socialista", 18 novembre 1905.
- La rivoluzione russa, in "La donna socialista", 20 janvier 1906.
- Auto-difesa pronunciata davanti il Tribunale di Mantova il 27 ottobre 1909, Tipografia artistica commerciale, Bologna 1909
- Il sindacalismo alla sbarra: riflessioni d'una ex-sindacalista sul Congresso omonimo di Bologna, Libreria editrice La Scuola moderna, Bologna 1911
- La nostra Patria. Sulla soglia di un'epoca, Libreria politica moderna, Roma 1915.
- Cesare Battisti: Commemorazione tenuta a Recco, 20 agosto 1916, (Lega italiana di azione Anti-tedesca, sezione di Recco), Nicolosio, Recco 1916.
- L'assassinio di Miss Cavell, vittima della barbarie tedesca, Società editrice partenopea, Napoli 1917
- La donna italiana, Unione tipografica cooperativa, Perugia 1917
- Mussolini indicateur de la police française: ou les raisons occultes de sa "conversion", Imp. Coop. Lucifer, Bruxelles 1928
- La franc-maconnerie italienne devant la guerre et devant le fascisme, Gloton, Paris 1930
- Rivelazioni sul fuoruscitismo italiano in Francia, SRR, Roma 1946.
- Il diritto elettorale del cittadino attraverso i secoli e i continenti, Tip. F.lli Lamagna, Roma 1949